# Мацкули
Мацкули (на украински: Мацкули) е село в Одеска област, югозападна Украйна. Населението му е около 85 души (2001).
Разположено е на 135 метра надморска височина в Черноморската низина, на 40 километра източно от границата с Молдова и на 95 километра северозападно от Одеса.

## Известни личности
Родени в Мацкули
- Александър Абрамович (1888 – 1972), разузнавач